# Auguste Philippoteaux (homme politique)
Pour les articles homonymes, voir Philippoteaux.
 Auguste Philippoteaux , né  le 17 avril 1821 à Sedan (Ardennes) et mort le 21 février 1895 à Sedan, est un homme politique français.

## Biographie
Petit-fils de Jean-Baptiste-Onésime Philippoteaux, il fait des études de droit à Paris, et est docteur en droit en 1844.
En 1852, il est nommé juge suppléant au tribunal de la ville de Sedan. Issu d'une famille connue de Sedan (son père a été président du tribunal de commerce, son grand-père a joué un rôle politique majeur durant la première République, au sein des modérés), il s'intéresse à la vie politique locale, et devient adjoint au maire en juillet 1852 puis maire de Sedan à partir de 1855. Il est notamment maire de cette ville pendant la guerre franco-allemande de 1870 et le siège de Sedan à l’issue duquel la ville est occupée par les troupes allemandes à partir de septembre 1870. Arrêté le 15 septembre 1871 par les occupants au prétexte d'une livraison non effectuée de produits réquisitionnés, l'émotion de la population est telle qu'il est relâché peu après.
Il se rallie en 1870 au gouvernement de la Troisième République, qui le confirme dans ses fonctions de maire.
Il possède une maison de campagne au lieu-dit le Moulin à Vent. Cette maison, construite en 1772 par le manufacturier de draps Rousseau, s'appelle mon Repos, dont la manufacture de drap était florissante. Cette maison avait servi de quartier général au général Lafayette en août 1792.
Le 8 février 1871, il est élu représentant des Ardennes à l'Assemblée Nationale réfugiée à Bordeaux et s’inscrit au centre gauche. Il laisse à son premier adjoint la charge de maire pendant quelques mois. Après 1873, il est de nouveau maire du 28 décembre 1876 au 7 février 1886. Réélu député en 1876, il est en mai 1877 l'un des signataires du manifeste des 363. Il est renouvelé député en octobre 1877, en 1881, puis de 1893 jusqu'à sa mort en 1895.
Durant son mandat de maire, il est un grand bâtisseur de la ville de Sedan : profitant du déclassement de celle-ci comme forteresse, il fait raser des bastions, ce qui permet d'étendre la ville et de construire de nouveaux boulevards.
Marié à Marie-Jenny Bernard, cousine germaine de Charles Cunin-Gridaine, il est le père de l’avocat Auguste Philippoteaux dont la fille, Jenny, épousera en 1918 François de Hérain (1877-1962), époux en premières noces d’Annie Pétain.

## Détail des fonctions et des mandats
Mandats de maire :
- de 1855 à 1873 ;
- de 1876 à 1883.

Mandats parlementaires:
- 8/02/1871 - 7/03/1876 : Ardennes - Centre gauche ;
- 20/02/1876 - 25/06/1877 : Ardennes - Centre gauche ;
- 14/10/1877 - 27/10/1881 : Ardennes - Centre gauche ;
- 21/08/1881 - 09/11/1885 : Ardennes - Centre gauche ;
- 3/09/1893 - 21/02/1895 décès en cours de mandat.

## Archives
Les Archives départementales des Ardennes conservent le fonds privé d'Auguste Philippoteaux père et fils, coté en 11J. Ce fonds est constitué de papiers familiaux et de documents personnels, ainsi que d'une documentation relative à la vie politique à Sedan sous la IIIe République. Il est librement consultable en salle de lecture. Ce fonds est à compléter par les documents conservés par les Archives municipales de Sedan ainsi que par ceux de la Société d'histoire et d'archéologie du Sedanais.

## Honneurs

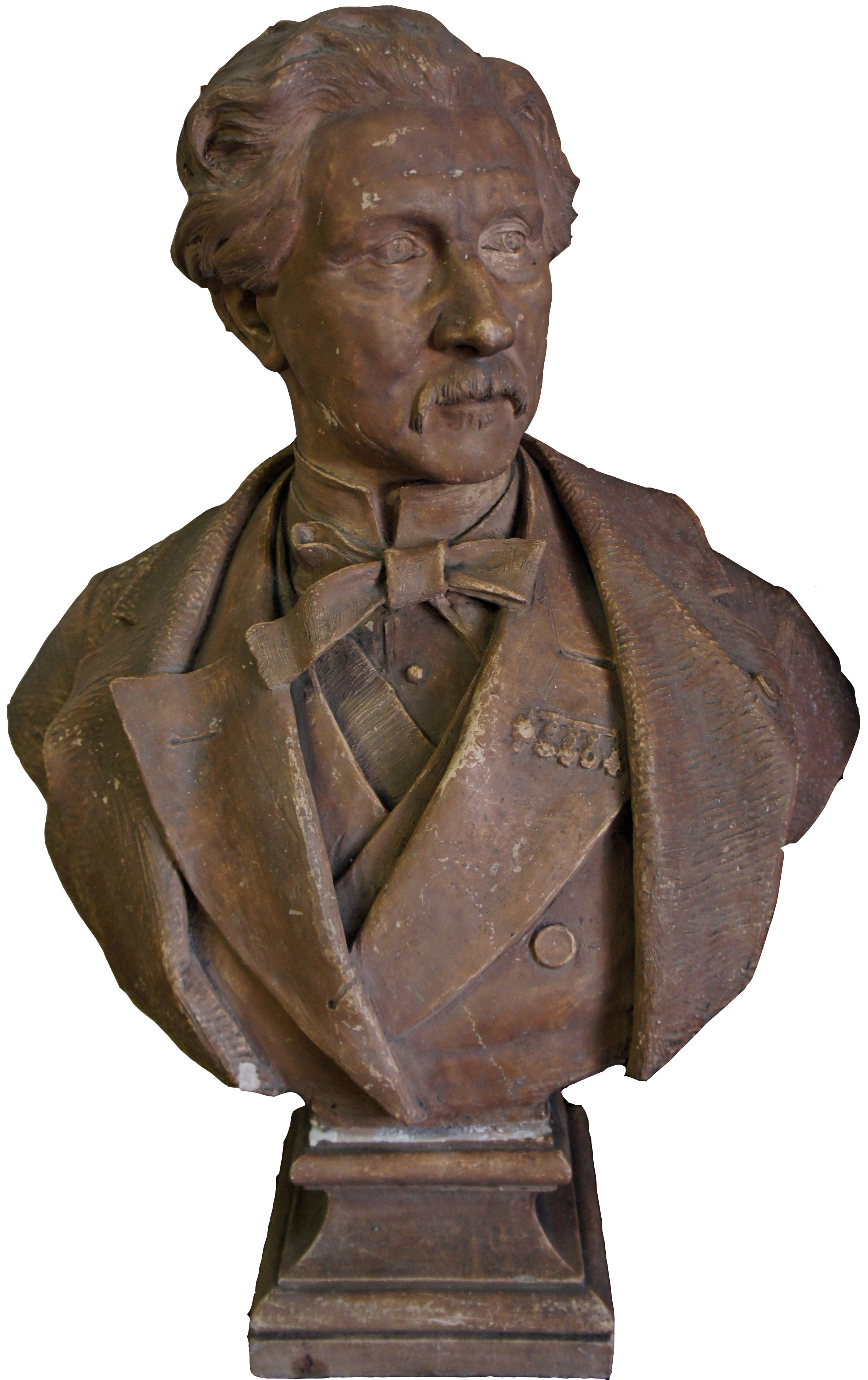
Buste du maire Philippoteaux situé dans l'hôpital de Sedan.

Il fut fait chevalier de la Légion d'honneur en 1862, puis officier en 1871, officier d'Académie, chevalier de l'Ordre de Saint-Grégoire-le-Grand, etc.
Une rue de Sedan porte son nom.

## Sources
- * « Auguste Philippoteaux (homme politique) », dans Adolphe Robert et Gaston Cougny, Dictionnaire des parlementaires français, Edgar Bourloton, 1889-1891 [détail de l’édition], texte intégral.
- Nécrologie, Revue de Champagne et de Brie, 1895, tome 7.
- Daniel Jacquemin, La saga Philippoteaux, Euromedia, 2007

## Auguste Philippoteaux fils
Son fils Auguste, avocat à la cour d’appel, fut également maire de Sedan, de février 1903 à mai 1904.